# Дискогезивна карцинома

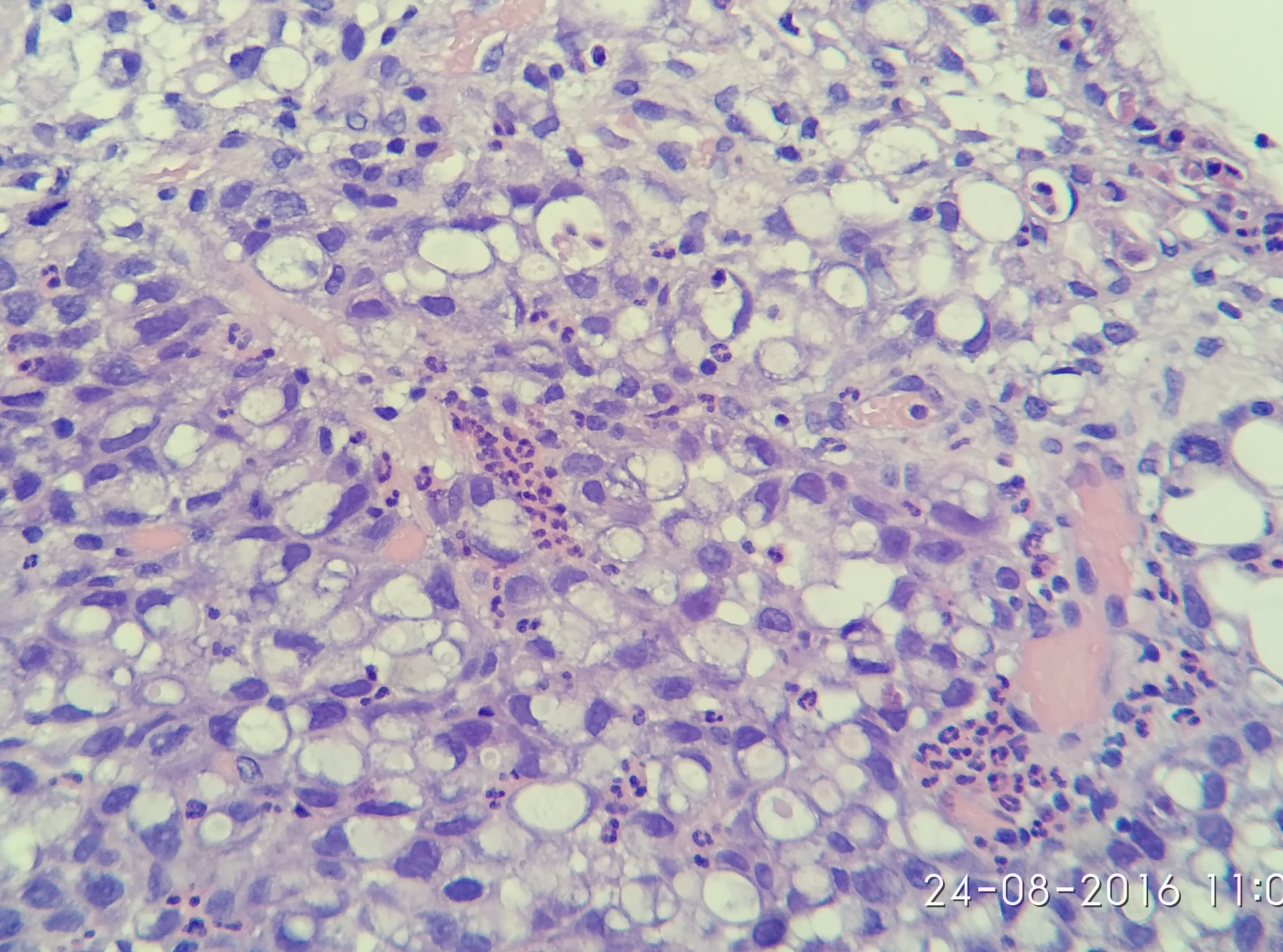
Дискогезивна карцинома (перснеподібноклітинний варіант)х400, гематоксилін-еозин

Дискогезивна карцинома шлунка (англ. poorly cohesive carcinoma, рос. дискогезивная карцинома) (карцинома зі слабким утворенням міжклітинних контактів) — злоякісна пухлина шлунка епітеліального походження, для якої характерно дифузне розташування пухлинних клітин, ізольовано один від одного або у вигляді невеликих груп.
Відповідно до сучасної класифікації пухлин, встановленою Всесвітньою організацією охорони здоров'я/Міжнародним агентством з дослідження раку (англ. World Health Organization/International Agency for Research on Cancer Classification of Tumours), даний термін є найбільш прийнятним для позначення такого роду неоплазм і має код: 8490/3 (ICD-O code: 8490/3) в складі вищезгаданої системи класифікації. У спеціалізованій літературі також можна зустріти такі синоніми, як: «дифузна карцинома», «дифузно-інфільтративна карцинома».
Перснеподібноклітинна карцинома шлунка, що раніше розглядалася як незалежний тип пухлини, на сьогоднішній день є окремим випадком дискогезивної карциноми. Варто відзначити, що даний термін як нозологічна одиниця поки що розглядається тільки в контексті пухлин шлунка. Клітини пухлини можуть мати перснеподібну цитоморфологію, тобто мати округлу форму з ексцентрично розташованим ядром, внаслідок великої кількості інтрацелюлярного муцина. Також, вони можуть нагадувати за своєю будовою лімфоцити, гістіоцити та плазматичні клітини.
Розташовуються клітини, як правило, дифузно, можуть формувати невеликі групи у вигляді смуг залозистоподібних структур з вираженою десмопластичною реакцією строми. Можуть поєднуватися з тубулярним і мікропапіллярним видами організації пухлинної тканини.
Визначення гістологічного діагнозу «дискогезивна карцинома» має місце у разі переважання клітин пухлини з відповідними характеристиками над іншими патернами.
Даний вид пухлини частіше спостерігається у осіб молодого віку, на відміну від тубулярних і мікропапіллярних карцином. В етіології розвитку останніх велику роль відіграють умови навколишнього середовища, наявність інфекції Helicobacter pylori, наявність та ступінь атрофії та інтестіналізації. Етіологія дискогеивної карциноми за даними переважної більшості досліджень носить генетично-обумовлений характер, частково пов'язаний з порушенням синтезу Е-кадеріна.
Ступінь диференціювання дискогезивної карциноми гістологічно не визначається.